# Guy Pratt
Guy Pratt (Londres, 3 de janeiro de 1962) é um músico inglês.
É genro do tecladista do Pink Floyd Richard Wright, falecido em 2008. É filho do compositor e actor Mike Pratt.

## Biografia
Após uma experiência como designer gráfico no gabinete Jonty Design, Guy decide prosseguir uma carreira como músico, que teve início quando foi convidado a juntar-se ao grupo Icehouse, que na altura tive sucesso enorme na Austrália para a digressão mundial da banda. Tinha nessa altura 19 anos. Nessa digressão serviu de banda de apoio de David Bowie na sua lendária “Serious Moonlight “ Tour de 1983.
Esta exposição pública conduziu ao reconhecimento e convites de artistas como Robert Palmer, Bryan Ferry, Womack & Womack, e até The Smiths, entre outros, nomes antes de ser convidado a entrar na 'premier league' de baixistas, quando David Gilmour o convidou a tocar com o Pink Floyd.
Após 13 meses na estrada, parte subitamente para Los Angeles onde é requisitado por Madonna, Michael Jackson e Robbie Robertson antes de iniciar espectáculos em Veneza e Moscovo com o Pink Floyd.
De regresso a Londres, Guy gravou em inúmeros discos de sucesso de Tom Jones, Sophie Ellis Bextor, Iggy Pop, The Pretenders, Ronan Keating, Electronic, Echo & the Bunnymen, Lemon Jelly, The Orb, Natalie Imbruglia, All Saints, Bond, e Elton John. Bem como participou em digressões com Coverdale & Page, The Power Station e Gary Moore.
Em 1996 casa-se com Gala Wright, filha de Richard Wright, tecladista do Pink Floyd.
Também experimentou os seus dotes como escritor e produtor, obtendo alguns sucessos em parceria com artistas como Robert Palmer, The Orb, Fat Les, Jimmy Nail, Marianne Faithful e Debbie Harry (Blondie).
Ganhou um Grammy e foi nomeado para dois Ivor Novello Awards.
À parte a sua carreira como baixista, Guy passou os últimos anos no comparativamente calmo mundo da música para TV compondo, escrevendo e produzindo bandas sonoras para o Channel 4's ‘Spaced’ (Séries 1&2), ‘Now You See Her (filme para a Sky TV), 'The Young Person's Guide to becoming a Rock Star', ‘Randall & Hopkirk (deceased)’, e as séries da BBC 'Linda Green' (1 & 2, ambas gravadas em Havana), também Dawn French’s “Wild West” e' Jimmy Nail’s Crocodile Shoes 2'. Para não mencionar a música de abertura do The Pepsi Chart showe vários anúncios comerciais.
As suas experiências em documentários incluem Riddle of the skies (série em 3 partes), The Roswell Incident, Terror in Texas, Gloria’s toxic death, The Underboss, Tracing Che, Greatest Heroes e The oldest Mummies on earth.
Para teatro co-escreveu temas para The Bedbug por Mayakovsky com Gary Kemp, The Remarkable Piety of the Infamous levado a cena em The Baron's Court Theatre e Lena por Carla Lane apresentado no Valley Theatre em Liverpool, e The Pleasance em Edinburgh. Foi também Director Musical de "I just called by to see the man", dirigido por Richard Wilson no Royal Court.
Guy foi o baixista habitual do Pink Floyd e Roxy Music. Terminou a digressão do álbum On an Island de David Gilmour, que contou também com a participação do seu sogro Richard Wright.
Em 2006, compôs, produziu e gravou o álbum de estreia a solo de Mozez, vocalista dos Zero 7.
2006 foi também o ano do álbum de estreia da banda Transit Kings, composta por Guy Pratt, Alex Paterson e Jimmy Cauty, fundadores dos The Orb), e o seu já colaborador individual e programador Dom Beken.

## Discografia
- 1984	Sidewalk  de 	Icehouse
- 1985	Riptide de 	Robert Palmer
- 1985	The Dream Academy de 	The Dream Academy
- 1986	Measure for Measurede Icehouse
- 1987	Luz Y Sombra de 	Flans
- 1987	Remembrance Days de 	The Dream Academy
- 1988	One More Story de 	Peter Cetera
- 1988	Delicate Sound of Thunder de 	Pink Floyd
- 1989	Kite  de	Kirsty MacColl
- 1989	Like a Prayer de 	Madonna
- 1990	Wild and Lonely de 	Associates
- 1990	Blue Pearl  de	Blue Pearl
- 1990	Dick Tracy: "I'm Breathless" (Music from & Inspired by the Film) de  	Madonna
- 1990	Don't Explain  de	Robert Palmer
- 1990	Toy Matinee  de	Toy Matinee
- 1991	Pop Life  de 	Bananarama
- 1991	Ripe  de	Banderas
- 1991	Long Road de 	Junior Reid
- 1991	Electric Landlady de 	Kirsty MacColl
- 1991	Storyville  de	Robbie Robertson
- 1991	A Different Kind of Weather  de	The Dream Academy
- 1991	The Orb's Adventures Beyond the Ultraworld  de	The Orb
- 1992	Masterfile  de	Icehouse
- 1992	Ridin' High  de	Robert Palmer
- 1992	U.F.Orb  de	The Orb
- 1993	Debravation de 	Debbie Harry
- 1993	Donna De Lory de 	Donna De Lory
- 1993	Last Action Hero [Original Score] de 	Michael Kamen
- 1993	Call Me Nightlife de 	Nokko
- 1993	Elemental de 	Tears for Fears
- 1994	Billy Pilgrim  de	Billy Pilgrim
- 1994	Mamouna de 	Bryan Ferry
- 1994	Well... de 	Katey Sagal
- 1994	The Division Bell de 	Pink Floyd
- 1994	Take It Back  [single] de	Pink Floyd
- 1994	Heitor de 	T.P. Heitor
- 1994	The Next Hundred Years de 	Ted Hawkins
- 1994	Meanwhile de 	Third Matinee
- 1994	Fruit of Life  de	Wild Colonials
- 1995	Euroflake in Silverlake de  	Gregory Gray
- 1995	HIStory: Past, Present and Future, Book I de 	Michael Jackson
- 1995	Pulse de 	Pink Floyd
- 1995	Spanner in the Works de 	Rod Stewart
- 1996	Raise the Pressure  de	Electronic
- 1997	Dark Days in Paradise de 	Gary Moore
- 1997	It's So Different Here  de	Gota
- 1997 Restless Heart de Whitesnake
- 1997	Blood on the Dance Floor: HIStory in the Mix de 	Michael Jackson
- 1997	The Next Hundred Years [Gold Edition]  de	Ted Hawkins
- 1998	Dil Se  de	Dil Se
- 1998	Messiah Meets Progenitor de 	Messiah
- 1998	The Ted Hawkins Story: Suffer No More  de	Ted Hawkins
- 1999	What Are You Going to Do with Your Life? de 	Echo & the Bunnymen
- 1999	Michael Hutchence de 	Michael Hutchence
- 1999	Reload de 	Tom Jones
- 2000	LemonJelly .KY de 	LemonJelly
- 2000	Ronan  de	Ronan Keating
- 2000	Somewhere in the Sun: Best of the Dream Academy de 	The Dream Academy
- 2001	Born  de	Bond
- 2001	Crystal Days: 1979-1999 de 	Echo & the Bunnymen
- 2001	Jacob Young de 	Jacob Young
- 2001	Bring Down the Moon  de	Naimee Coleman
- 2001	White Lilies Island  de	Natalie Imbruglia
- 2001	Echoes: The Best of Pink Floyd de 	Pink Floyd
- 2001	Read My Lips  de 	Sophie Ellis-Bextor
- 2001	Mixed Up World Pt. 2 de 	Sophie Ellis-Bextor
- 2001	They Called Him Tin Tin de  	Stephen Duffy
- 2001	Mink Car de 	They Might Be Giants
- 2001	Toy Matinee: Special Edition  de	Toy Matinee
- 2002	Watching Angels Mend  de	Alex Lloyd
- 2002	Born [Japan Bonus Tracks] de 	Bond
- 2002	Shine de	Bond
- 2002	Shine [Bonus Track/Bonus VCD] de	Bond
- 2002	Lost Horizons  de	Lemon Jelly
- 2002	Festival de 	Paola & Chiara
- 2002	Best of Both Worlds: The Robert Palmer Anthology (1974-2001) de  	Robert Palmer
- 2002	Read My Lips de 	Sophie Ellis-Bextor
- 2002	Mink Car [Japan Bonus Tracks]  de	They Might Be Giants
- 2003	Remixed [Japan Bonus Tracks]  de	Bond
- 2003	Journey into Paradise de 	Dr. Alex Paterson
- 2003	Measure for Measure/Primitive Man de	Icehouse
- 2003	The Outer Marker de  	Just Jack
- 2003	Don't Explain [Bonus Tracks]  de	Robert Palmer
- 2003	Shoot from the Hip de 	Sophie Ellis-Bextor
- 2003	Reload [Bonus Tracks] de 	Tom Jones
- 2004	Mistaken Identity de	Delta Goodrem
- 2004	Live at Montreux, 1990 de 	Gary Moore
- 2005	Explosive: The Best of Bond [DualDisc] de 	Bond
- 2005	Explosive: The Best of Bond  de	Bond
- 2005	A Million in Prizes: The Anthology de	Iggy Pop
- 2005	Remembrance Days/A Different Kind of Weather de  	The Dream Academy
- 2006	On an Island  de	David Gilmour
- 2006	So Still de 	Mozez
- 2006       Living in a Giant Candle de Transit Kings
- 2007       Dylanesque de Bryan Ferry
- 2008       Live in Gdańsk de David Gilmour
- 2014        The Endless River de Pink Floyd
- 2015        Rattle That Lock de David Gilmour